# Хлюстина, Анастасия Семёновна
Анастаси́я Семёновна Хлю́стина, в замужестве графиня де Сирку́р (Circourt; 1808, Москва — 9 марта 1863, Париж) — автор статей о русской литературе, хозяйка литературного салона в Париже; знакомая А. С. Пушкина и С. Свечиной, под влиянием которой перешла в католичество.

## Биография
Старшая из детей богатого калужского помещика штабс-ротмистра Уланского полка Семёна Антоновича Хлюстина от брака его с графиней Верой Ивановной Толстой (1783—10.12.1879), сестрой графа Ф. И. Толстого. Детство и юность провела в Москве, была дружна с Н. Н. Гончаровой и её сестрами. Получила хорошее образование, в шестнадцать лет знала немецкий, французский и английский языки. Изучала древнерусскую литературу, историю религии, философию, ботанику, а также музыку.

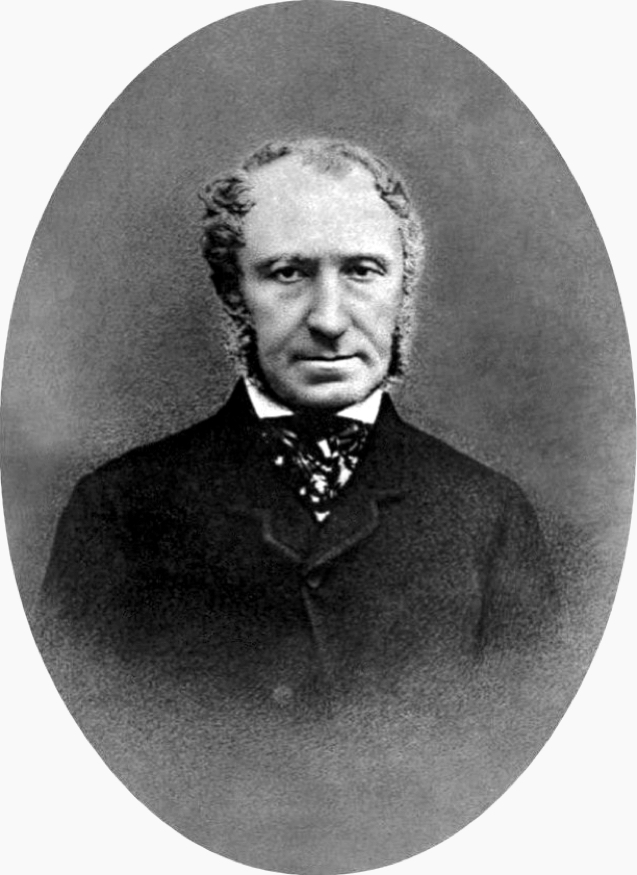
Адольф де Сиркур

В 1826 году для поправления здоровья вместе с матерью уехала за границу, где провели несколько лет. В 1827 году, в парижском салоне Мадам де ла Тур, Анастасия Семеновна познакомилась со своим будущим мужем, с публицистом графом Адольфом де Сиркуром (1801—1879). Путешествуя по Италии, начала изучать итальянский язык. В 1829 году в доме З. Волконской в Риме познакомилась и подружилась с польским поэтом Адамом Мицкевичем.
В 1830 году, во время пребывания в Швейцарии, Хлюстина обручилась с графом де Сиркуром, который находился там в качестве путешественника. Они венчались 20 ноября 1830 года по православному обряду в Крестовоздвиженской церкви при российской миссии в Женеве, а в Берне по католическому. Июльская революция не позволила им вернуться во Францию и они прожили несколько лет в Швейцарии, Италии и Германии. Анастасия Семеновна занималась литературой, в 1830 году в женевской газете «Bibliotheque Universelle» она опубликовала обзор русской литературы, включив в него свои переводы стихотворений русских поэтов, а 1832 году в том же журнале были напечатаны описания её поездок по Италии. В это время молодую чету окружали видные писатели и ученые: Констан, Декандоль, Бонштеттен и Сисмонд, которые сравнивали графиню де Сиркур с мадам де Сталь.

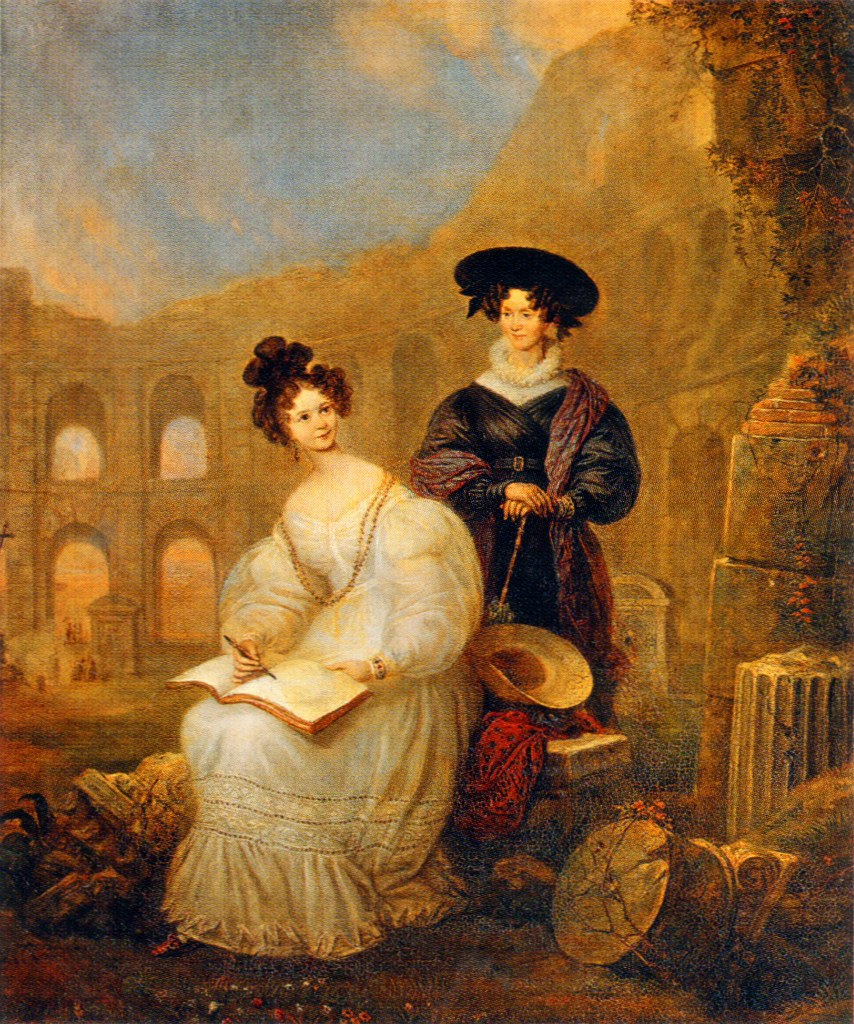
Анастасия (сидит) с матерью на фоне Колизея

В 1837 году супруги обосновались в Париже, где Анастасия Сиркур открыла свой салон на Rue des Saussees, № 11, по близости Елисейских полей. В небольшой квартире на третьем этаже она принимала каждый день утром, от трех до шести часов, а по четвергам у неё были вечерние рауты, где собиралось избранное общество. Знакомство с графиней де Сиркур считалось большой честью, у неё бывали мадам Свечина, Полиньяк, де Груши, граф де Бельвеза, Мишель Шевалье, Алифред де Виньи и Бенсо ди Кавур. Посетивший её в 1842 году академик Н. И. Кошкаров, писал:
Графиня де Сиркур постоянно жила в Париже и,  сделалась почти француженкой. Она была высокого роста, стройная, вовсе не хороша собой, но по своему уму, такту и элегантности достигла того, что весь образованный Париж преклонялся перед нею. Многие её называли «Коринной севера». В её аристократической гостиной собирались лучшее представители аристократии, знаменитости наук, литературы и искусств. Её квартира была убрана с большим вкусом и даже некоторою роскошью. На раутах неизменно присутствовал хозяин дома, граф Сиркур,  который представлял собой довольно своеобразный тип ученого, отличаясь необыкновенною памятью и знанием геологии, исторических и географических фактов.
В 1841 году, под влиянием С. Свечиной, после долгих раздумий, Анастасия Семеновна перешла в католичество. В 1848 году граф Сиркур вернулся к дипломатической службе, по протекции своего друга Ламартина он получил пост посланника в Пруссии. Ко двору Фридриха-Вильгельма IV его сопровождала жена. Она во многом помогала мужу, исполняя функции секретаря.

## Хлюстина и Россия
Приезжали де Сиркуры и в Россию. В мае 1835 года Анастасия Семеновна познакомилась в Петербурге с Пушкиным, с которым был дружен её брат С. С. Хлюстин. Имели много знакомств в литературных кругах, были знакомы с Жуковским и А. Я. Булгаковым, особенно близки были к П. Я. Чаадаеву и А. И. Тургеневу. Граф де Сиркур, сотрудничая с одним из литературно-философским журналом, в 1846 году поместил сочувственный некролог А. И. Тургеневу. Последний в 1835 году писал о графине Вяземскому: «Она мила, умна, добра, несмотря на голубые чулки свои. В ней много и добродушия, несмотря на жадность к большому свету, к большому кругу в области наук, искусств и людей».

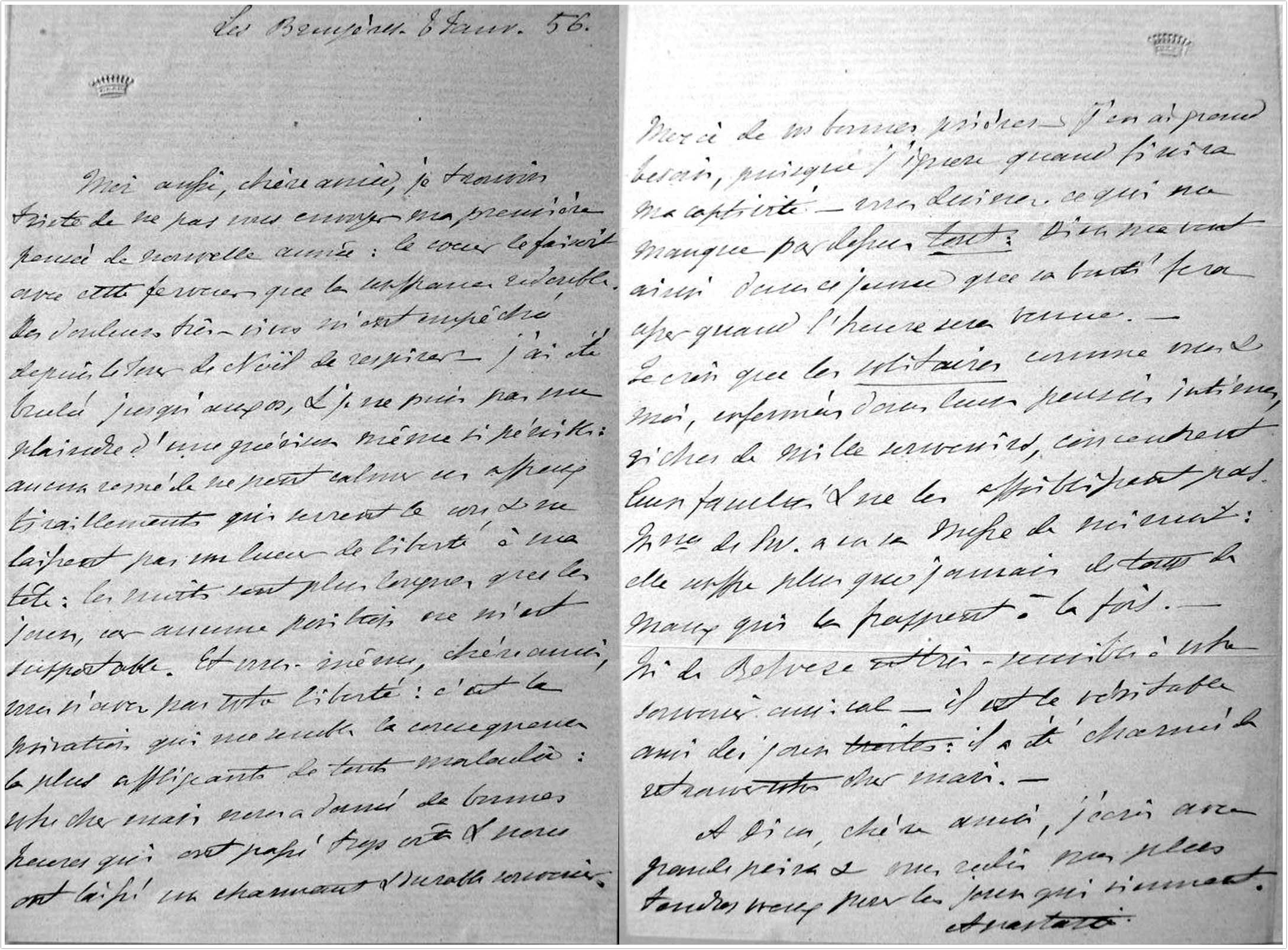
Письмо Анастасии Хлюстиной подруге — графине Изауре Ферейре, 8 января 1856 года

## Несчастный случай
В 1850 году неподалеку от Парижа в г. Ля-Сель-Сен-Клу де Сикуры выстроили загородный дом и назвали его Эрмитаж. Там графиня проводила лето и осень. Именно в этом доме вечером 18 августа 1855 года с ней случилось несчастье. Поднеся свечу близко к голове, она подожгла себе волосы. В результате серьезных ожогов шее и плеч её частично парализовало, и она осталась калекой до конца жизни. Вскоре после несчастного случая Анастасия писала своей подруге — графине Isaure de La Ferrière:

Страшные боли мне помешали на рождество дышать. Я была сожженна до кости и никакое средства не могут успокоить эти ужасные мучения. Они сжимают тело и не оставляют отблеска
и свободе моей голове…

Несмотря на это, Анастасия Семеновна продолжала свои приемы, и это были самые блестящие годы её салона. В марте 1863 года графиня Сиркур скончалась после непродолжительной болезни в своем парижском доме. Её смерть стала большим горем для всех её друзей.